# Big Machine Records
Big Machine Records är ett amerikanskt oberoende skivbolag som är specialiserat på countryartister. Bolaget lanserades 2005 av före detta DreamWorks Records anställda Scott Borchetta. Skivbolaget är ett samriskföretag mellan Borchetta och country sångaren Toby Keith, trots att Keith inte har någon anknytning sedan 2006. Big Machine finns i Nashville, Tennessee, och deras skivor distribueras av Universal Music Group.

## Artister med anknytning till Big Machine
- Garth Brooks (Big Machine/Pearl)
- Kate & Kacey Coppola
- Adam Gregory (Big Machine/Midas)
- Jack Ingram
- Danielle Peck
- Sunny Sweeney
- Taylor Swift
- Trisha Yearwood